# Beryl Davis

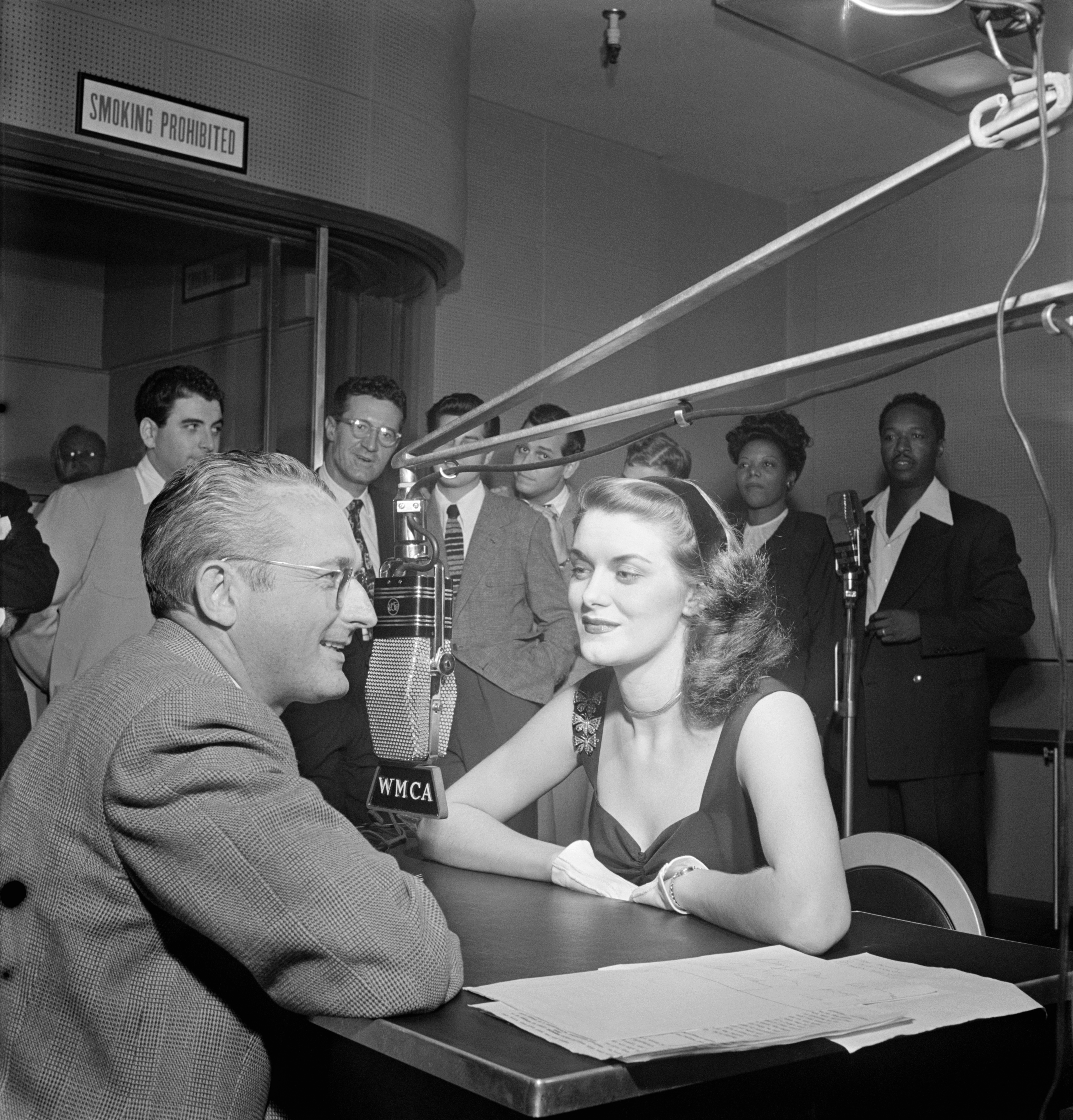
Beryl Davis mit Tommy Dorsey 1947.
Fotografie von William P. Gottlieb.

Beryl Davis (* 16. März 1924 in Plymouth, England; † 28. Oktober 2011 in Los Angeles, Kalifornien) war eine britisch-amerikanische Sängerin und Schauspielerin.

## Leben und Wirken
Davis war die Tochter des englischen Bandleaders Harry Davis. Bereits mit 12 Jahren trat sie mit Stéphane Grappellis und Django Reinhardts Quintette du Hot Club de France auf, am 25. August 1939 entstanden in London zwei Plattenseiten für Decca Records (Don’t Worry About Me / Undecided). Mit Grappelli, der nach Kriegsausbruch in London blieb, nahm sie Bluebirds in the Moonlight auf. Sie konzertierte mit dem Pianisten George Shearing in Londoner Clubs. Während des Zweiten Weltkriegs war sie auch Bandvokalistin in Arthur Youngs Swingtette und in Glenn Millers Army Air Force Band. Nach ihrem Umzug in die Vereinigten Staaten nahm sie für RCA Victor auf (I’m Waiting For Ships That Never Come 1947) und heiratete 1948 in Hollywood den Diskjockey Peter Potter; die Ehe wurde 1965 geschieden. Nach Kriegsende in der späten Bigband-Ära trat sie in Shows mit Bob Hope, Frank Sinatra (Your Hit Parade) und Benny Goodman auf. In den 1950er Jahren bildete sie ein Vokalquartett mit Jane Russell, Connie Haines und Della Russell, das den Gospelsong Do Lord Remember Me aufnahm. Ab den 1970er Jahren trat sie vorwiegend auf Kreuzfahrtschiffen der Princess Line und in Nachtclubs auf. Der Kritiker Leonard Feather schrieb über die Sängerin: „[She] reminds you of the days when nightclub singers of a certain special quality were called chanteuses.“

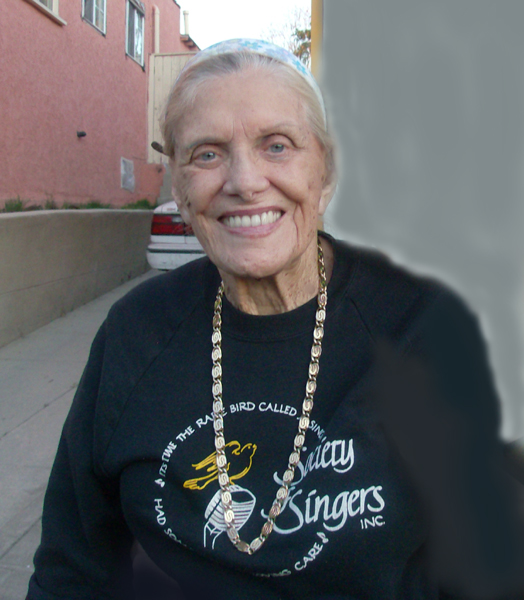
Beryl Davis (2009)

## Diskografische Hinweise
- I Hear a Dream (1939–46) mit Stephane Grappelli, Django Reinhardt, George Shearing, Arthur Young, Oscar Rabin, Geraldo.
- Alone Together (1947)
- I’ll be Seeing You (1999) mit Page Cavanaugh, Al Viola, Pete Candoli, Bob Summers.

## Filmografie
- 1946: Paradies der Liebe (London Town)
- 1948: Merry-Go-Round
- 1949: I Remember You (Kurzfilm)
- 1956: Around the World Revue (Kurzfilm)
- 1963: The Red Skelton Show (Fernsehserie, eine Folge)